# Penney Landing
Penney Landing ist eine Landspitze am östlichen Ende der Ardery-Insel im Archipel der Windmill-Inseln vor der Budd-Küste des ostantarktischen Wilkeslands. Sie stellt den einzigen östlichen Zugangspunkt zu dieser Insel dar.
Der US-amerikanische Biologe Richard Lee Penney (1935–1993) entdeckte sie 1959 in der Zeit, in der er auf der Wilkes-Station tätig war. Das Antarctic Names Committee of Australia benannte die Landspitze nach ihm.